# いきものカード
いきものカードは、いきものがかりのシングル及びアルバムなどに同梱されているカードである。

## 概要
8thシングル「花は桜 君は美し」から同梱されるようになり、それ以降に発売されたシングルやアルバムなどの初回限定盤や通常盤の初回生産盤に収録されている。
内容はトレーディングカードのようなもので、メンバーからのメッセージが書かれている。

## 同梱されている作品

### シングル
- 「花は桜 君は美し」（8thシングル） - 001（002は先着購入特典[1]）
- 「帰りたくなったよ」（9thシングル） - 004
- 「ブルーバード」（10thシングル） - 005
- 「プラネタリウム」（11thシングル） - 006・007・008のうち1枚
- 「気まぐれロマンティック」（12thシングル） - 009
- 「ふたり」（13thシングル） - 012
- 「ホタルノヒカリ」（14thシングル） - 013
- 「YELL/じょいふる」（15thシングル） - 014・015のうち1枚
- 「なくもんか」（16thシングル） - 016
- 「ノスタルジア」（17thシングル） - 018
- 「ありがとう」（18thシングル） - 019
- 「キミがいる」（19thシングル） - 020
- 「笑ってたいんだ/NEW WORLD MUSIC」（20thシングル） - 024
- 「歩いていこう」（21stシングル） - 025
- 「いつだって僕らは」（22ndシングル） - 027
- 「ハルウタ」（23rdシングル） - 029
- 「風が吹いている」（24thシングル） - 030
- 「1 2 3 〜恋がはじまる〜」（25thシングル） - 034
- 「笑顔」（26thシングル） - 035
- 「ラブソングはとまらないよ」（27thシングル） - 041
- 「熱情のスペクトラム/涙がきえるなら」（28thシングル） - 042
- 「GOLDEN GIRL」（29thシングル） - 043
- 「あなた」（30thシングル） - 045
- 「ラブとピース!/夢題〜遠くへ〜」（31stシングル） - 046
- 「ラストシーン/ぼくらのゆめ」（32ndシングル） - 049
- 「BAKU」　（33rdシングル）   -056

### アルバム
- 『ライフアルバム』（2ndアルバム） - 003（先着購入特典[2]）
- 『My song Your song』（3rdアルバム） - 010
- 『ハジマリノウタ』（4thアルバム） - 017
- 『いきものばかり〜メンバーズBESTセレクション〜』（1stベストアルバム） - 021
- 『NEWTRAL』（5thアルバム） - 028
- 『バラー丼』（2ndベストアルバム） - 031
- 『I』（6thアルバム） - 036
- 『FUN! FUN! FANFARE!』（7thアルバム） - 044
- 『超いきものばかり〜てんねん記念メンバーズBESTセレクション〜』（2ndベストアルバム） - 048
- 『WE DO』 (8thアルバム)  -054 055
- 『WHO?』（９thアルバム）-057　058
- 『〇』（10thアルバム）-062　063
- 『あそび』（11thアルバム）-071　072

### ボックスセット
- 『レコー丼〜超七色大盛り〜』 - 053

### 映像作品
- 『とってもええぞう』 - 011
- 『いきものがかりの みなさん、こんにつあー!! 2010 〜なんでもアリーナ!!!〜』 - 023
- 『いきものまつり2011 どなたサマーも楽しみまSHOW!!! 〜横浜スタジアム〜』 - 026
- 『いきものがかりの みなさん、こんにつあー!! 2012 〜NEWTRAL〜』 - 033
- 『帰ってきたとってもええぞう』 - 037
- 『とってもええぞう2』 - 038
- 『いきものがかりの みなさん、こんにつあー!! 2013 〜I〜』 - 039
- 『いきものがかりの みなさん、こんにつあー!! 2015 ~FUN! FUN! FANFARE!~』 - 047
- 『超いきものまつり2016 地元でSHOW!!〜海老名でしょー!!!〜』 - 051

- 『超いきものまつり2016 地元でSHOW!!〜厚木でしょー!!!〜』 - 052

### 書籍
- 『いきものがかりのみなさん、こんにつあー!! 2010　ツアー・ドキュメント・ ブック「いきものめぐり」』 - 022
- 『いきものがかりのほん』 - 032
- 『Iのほん ドキュメント・ブック』 - 040（いきものがかりonline shop･キャッチ本で予約・購入した場合の特典）
- 『いきメモ!!!〜てんねん記念超メモリアルBOOKでしょー!!〜』 - 050